# Vlag van Zanzibar

Vlag van Zanzibar (ratio 2:3)

De vlag van Zanzibar werd op 9 januari 2005 aangenomen. Het is een horizontale driekleur van blauw, zwart en groen met de nationale vlag van Tanzania in het kanton.

## Geschiedenis
Zanzibar maakte deel uit van het Sultanaat Muscat en Oman, dat vanaf 1698 een effen rode vlag voerde. Majid bin Said riep op 2 november 1856 een onafhankelijk Sultanaat Zanzibar uit, maar adopteerde geen nieuwe vlag. De rode vlag bleef in gebruik tijdens de Britse protectoraatperiode. Toen Zanzibar op 10 december 1963 onafhankelijk werd van het Verenigd Koninkrijk, werd een groene schijf met twee gele kruidnagels aan de vlag toegevoegd.
Op 12 januari 1964 wierp John Okello de sultan van Zanzibar omver en adopteerde een zwart-geel-blauwe driekleur als vlag van de Volksrepubliek Zanzibar en Pemba. Op 29 januari werd de vlag van het land veranderd in een blauw-zwart-groene driekleur. Dit ontwerp, gebaseerd op de vlag van de Afro-Shirazi Partij, was de langstlevende vlag van na de onafhankelijkheid en vormde uiteindelijk de basis voor de huidige vlag. Op 26 april 1964 verenigde Zanzibar zich met Republiek Tanganyika om het nieuwe land Tanzania te vormen en de oude vlag van Zanzibar viel buiten gebruik.
| Vlag | Periode                       | Functie                                               | Beschrijving |
| ---- | ----------------------------- | ----------------------------------------------------- | --- |
|      | oktober 1856 – augustus 1896  | Vlag van het Sultanaat Zanzibar (Britse protectoraat) | Dertien banen in rood-wit-groen-geel-rood-groen-geel-groen-rood-geel-groen-wit-rood in de verhouding van 1:1:1:3:1:1:3:1:1:3:1:1:1, met op de gele banen langs de zijden van de vlag respectievelijk drie, twee en drie groenen wassende manen, naar links. |
|      | augustus 1896 – december 1963 | Vlag van het Sultanaat Zanzibar (Britse protectoraat) | Een effen rood veld. |
|      | december 1963 – januari 1964  | Vlag van het Sultanaat Zanzibar                       | Een rood veld met in het midden een groene schijf met in het midden twee gele kruidnagels. |
|      | januari 1964                  | Vlag van de Volksrepubliek Zanzibar en Pemba          | Een horizontale Driekleur van zwart, geel en blauw. |
|      | januari - april 1964          | Vlag van de Volksrepubliek Zanzibar en Pemba          | Een horizontale Driekleur van blauw, zwart en groen. |
|      | april 1964 - januari 2005     | Vlag van Tanzania (in Zanzibar)                       | Diagonaal verdeeld door een geel-zwart-gele band. De linkerbovenhoek is groen, de rechteronderhoek is blauw. |